# Petrorhagia dubia
Petrorhagia dubia é uma espécie de planta com flor pertencente à família Caryophyllaceae. 
A autoridade científica da espécie é (Raf.) G.López & Romo, tendo sido publicada em Anales del Jardín Botánico de Madrid 45(1): 363. 1988.

## Portugal
Trata-se de uma espécie presente no território português, nomeadamente em Portugal Continental.
Em termos de naturalidade é nativa da região atrás indicada.

## Protecção
Não se encontra protegida por legislação portuguesa ou da Comunidade Europeia.